# أندي هيك
أندي هيك (بالإنجليزية: Andy Heck)‏ هو لاعب كرة قدم أمريكية أمريكي، ولد في 1967 في فارغو في الولايات المتحدة.

## وصلات خارجية
- أندي هيك على موقع مرجع كرة القدم المحترفة.كوم (الإنجليزية)